# Danh sách đĩa nhạc của Selena Gomez
Nữ ca sĩ Hoa Kỳ Selena Gomez có 3 album phòng thu, 1 album tuyển tập và 4 đĩa mở rộng. Năm 2013, cô tiết lộ với báo chí rằng sắp ra mắt một album mới. Đĩa đơn đầu tiên từ album, "Come & Get It", trở thành đĩa đơn hit đầu tiên trong sự nghiệp solo của cô. Nó đã đạt đến vị trí thứ 6 trên bảng xếp hạng Billboard Hot 100. Selena đã phát hành album solo đầu tiên trong sự nghiệp, Stars Dance, vào ngày 23 tháng 7 năm 2013. Album đã đứng đầu bảng xếp hạng Billboard 200, và là album đầu tiên của cô làm được điều đó. Đến tháng 9 năm 2014, Stars Dance đã bán được 400,000 bản trên toàn nước Mỹ Nó là album duy nhất của cô chưa đạt được chứng nhận từ RIAA. Đĩa đơn thứ hai từ album, "Slow Down", không lập lại được thành công của Come & Get It. Selena còn có Stars Dance Tour để quảng bá cho album..
Sau 6 năm đồng hành cùng Hollywood Records, Gomez đã ký một hợp đồng với hãng thu âm khác là Interscope Records vào năm 2014. Để chính thức khép lại hợp đồng với Hollywood Records, Gomez đã phát hành album tuyển tập For You (2014). Album phòng thu thứ hai của cô, Revival, được phát hành ngày 9 tháng 10 năm 2015, và trở thành album thứ hai liên tiếp của cô đạt vị trí quán quân tại Billboard 200. Album đã lọt vào top 10 ở các nước khác gồm Úc, Canada and New Zealand. 3 trong 4 đĩa đơn của album—"Good for You", "Same Old Love" và "Hands to Myself"—đã đạt đến top 10 tại Hoa Kỳ và Canada. Tính đến tháng 10 năm 2015, Gomez đã bán được 7 triệu bản album và 22 triệu bản đĩa đơn, bao gồm cả những sản phẩm của cô với The Scene. Trong khoảng từ 2011 đến 2018, Gomez liên tục có các bài hát lọt top 40 tại Mỹ, từ "Love You Like A Love Song", được ra mắt với The Scene. Tháng 1 năm 2020, cô ra mắt album phòng thu thứ 3 mang tên Rare, đây là album thứ 3 liên tiếp của Gomez đạt hạng 1 tại Mỹ. Album này còn ra mắt tại vị trí thứ 2 ở Anh, là album của cô có thứ hạng cao nhất tại đây. Đĩa đơn mở đường của Rare là "Lose You To Love Me" là 1 hit toàn cầu, đạt hạng 1 tại Canada và Mỹ, đây cũng là đơn đầu tiên của cô leo lên vị trí đầu tại Mỹ. Bản phát hành tiếng Tây Ban Nha đầu tiên của cô là đĩa mở rộng Revelación được ra mắt vào ngày 12 tháng 3 năm 2021.

## Album

### Album phòng thu
| Tên         | Thông tin album                                                                                           | Vị trí trên bẩng xếp hạng | Vị trí trên bẩng xếp hạng | Vị trí trên bẩng xếp hạng | Vị trí trên bẩng xếp hạng | Vị trí trên bẩng xếp hạng | Vị trí trên bẩng xếp hạng | Vị trí trên bẩng xếp hạng | Vị trí trên bẩng xếp hạng | Vị trí trên bẩng xếp hạng | Vị trí trên bẩng xếp hạng | Doanh số                                                        | Chứng nhận                                                                                     |
| Tên         | Thông tin album                                                                                           | Mỹ                        | Úc                        | Canada                    | Đan Mạch                  | Pháp                      | Đức                       | Ireland                   | Na Uy                     | New Zealand               | Anh                       | Doanh số                                                        | Chứng nhận                                                                                     |
| ----------- | --- | ------------------------- | ------------------------- | ------------------------- | ------------------------- | ------------------------- | ------------------------- | ------------------------- | ------------------------- | ------------------------- | ------------------------- | --------------------------------------------------------------- | ---------------------------------------------------------------------------------------------- |
| Stars Dance | - Phát hành: 19 tháng 7 năm 2013 - Hãng: Hollywood - Định dạng: CD, tải nhạc số, streaming                | 1                         | 8                         | 1                         | 2                         | 12                        | 4                         | 9                         | 1                         | 5                         | 14                        | - Toàn cầu: 800,000 - Mỹ: 410,000 - Canada: 16,500 - Anh: 6,333 | - MC: Vàng                                                                                     |
| Revival     | - Phát hành: 9 tháng 10 năm 2015 - Hãng: Interscope - Định dạng: CD, LP tải nhạc số, streaming            | 1                         | 3                         | 2                         | 6                         | 8                         | 12                        | 9                         | 2                         | 2                         | 11                        | - Mỹ: 435,000 - Canada: 29,385                                  | - Hoa Kỳ: Bạch kim - Anh: Bạc - Áo: Vàng - Đan Mạch: Bạch kim - Thụy Điển: Vàng - Canada: Vàng |
| Rare        | - Phát hành: 10 tháng 1 năm 2020 - Hãng: Interscope - Định dạng: CD, LP, cassette, tải nhạc số, streaming | 1                         | 1                         | 1                         | 5                         | 6                         | 3                         | 4                         | 1                         | 2                         | 2                         | - Mỹ: 100,000 - Anh: 5,122                                      | - Anh: Bạc - Na Uy: Vàng                                                                       |

### Album tuyển tập
| Tên album | Thông tin album                                                                  | Vị trí trên các bảng xếp hạng | Vị trí trên các bảng xếp hạng | Vị trí trên các bảng xếp hạng | Vị trí trên các bảng xếp hạng | Vị trí trên các bảng xếp hạng | Vị trí trên các bảng xếp hạng | Vị trí trên các bảng xếp hạng | Vị trí trên các bảng xếp hạng | Vị trí trên các bảng xếp hạng | Vị trí trên các bảng xếp hạng | Doanh số                   |
| Tên album | Thông tin album                                                                  | Mỹ                            | Áo                            | Bỉ (FL)                       | Bỉ (WA)                       | Pháp                          | Ireland                       | Ý                             | Na Uy                         | SPA                           | Anh                           | Doanh số                   |
| --------- | -------------------------------------------------------------------------------- | ----------------------------- | ----------------------------- | ----------------------------- | ----------------------------- | ----------------------------- | ----------------------------- | ----------------------------- | ----------------------------- | ----------------------------- | ----------------------------- | -------------------------- |
| For You   | - Phát hành: 24 tháng 11 năm 2014 - Hãng: Hollywood - Định dạng: CD, tải nhạc số | 24                            | 73                            | 40                            | 67                            | 80                            | 95                            | 34                            | 37                            | 40                            | 64                            | - Mỹ: 117,000 - Anh: 1,435 |

## Đĩa mở rộng
| Tên                      | Thông tin EP                                                                                |
| ------------------------ | ------------------------------------------------------------------------------------------- |
| Another Cinderella Story | - Phát hành: 16 tháng 6 năm 2009 - Hãng: Razor & Tie - Định dạng: tải nhạc số, streaming    |
| For You                  | - Phát hành: 1 tháng 1 năm 2015 - Hãng: Hollywood - Định dạng: tải nhạc số, streaming       |
| Selena × Votes           | - Phát hành: 30 tháng 10 năm 2020 - Hãng: Interscope - Định dạng: tải nhạc số, streaming    |
| Revelación               | - Phát hành: 12 tháng 3 năm 2021 - Hãng: Interscope - Định dạng: CD, tải nhạc số, streaming |

## Đĩa đơn

### Hát chính
| Tên bài hát                                                                       | Năm  | Vị trí trên các bảng xếp hạng | Vị trí trên các bảng xếp hạng | Vị trí trên các bảng xếp hạng | Vị trí trên các bảng xếp hạng | Vị trí trên các bảng xếp hạng | Vị trí trên các bảng xếp hạng | Vị trí trên các bảng xếp hạng | Vị trí trên các bảng xếp hạng | Vị trí trên các bảng xếp hạng | Vị trí trên các bảng xếp hạng | Doanh số                                       | Chứng nhận | Album                              |
| Tên bài hát                                                                       | Năm  | Mỹ                            | Úc                            | Canada                        | Đan Mạch                      | Pháp                          | Đức                           | Na Uy                         | New Zealand                   | Thụy Điển                     | Anh                           | Doanh số                                       | Chứng nhận | Album                              |
| --------------------------------------------------------------------------------- | ---- | ----------------------------- | ----------------------------- | ----------------------------- | ----------------------------- | ----------------------------- | ----------------------------- | ----------------------------- | ----------------------------- | ----------------------------- | ----------------------------- | ---------------------------------------------- | --- | ---------------------------------- |
| "Tell Me Something I Don't Know"                                                  | 2008 | 58                            | ―                             | ―                             | ―                             | ―                             | ―                             | ―                             | ―                             | ―                             | ―                             | - Mỹ: 1,100,000                                | | Another Cinderella Story           |
| "Magic"                                                                           | 2009 | 61                            | ―                             | 80                            | ―                             | ―                             | ―                             | 5                             | ―                             | ―                             | 90                            | - Mỹ: 563,000                                  | | Những phù thủy xứ Waverly          |
| "Send It On" (với Miley Cyrus, Jonas Brothers và Demi Lovato)                     | 2009 | 20                            | ―                             | ―                             | ―                             | ―                             | ―                             | ―                             | ―                             | ―                             | ―                             |                                                | | Đĩa đơn từ thiện không thuộc album |
| "Come & Get It"                                                                   | 2013 | 6                             | 46                            | 6                             | 34                            | 34                            | 58                            | 16                            | 14                            | —                             | 8                             | - Mỹ: 2,600,000 - Anh: 63,428                  | - RIAA: 3× Bạch kim - ARIA: Vàng - BPI: Bạc - IFPI DEN: Vàng - IFPI NOR: Bạch kim - MC: 2× Bạch kim - RMNZ: Vàng                                                                             | Stars Dance                        |
| "Slow Down"                                                                       | 2013 | 27                            | 93                            | 29                            | —                             | 31                            | —                             | —                             | —                             | —                             | 106                           | - Mỹ: 1,100,000                                | - RIAA: Bạch kim | Stars Dance                        |
| "The Heart Wants What It Wants"                                                   | 2014 | 6                             | 33                            | 6                             | 9                             | 30                            | 53                            | 13                            | 19                            | 53                            | 30                            | - Mỹ: 1,400,000 - Canada: 68,000               | - RIAA: Bạch kim - FIMI: Vàng - GLF: Vàng - IFPI DEN: Vàng - IFPI SWE: Vàng - MC: Bạch kim                                                                                                   | For You                            |
| "Good for You" (hợp tác với ASAP Rocky)                                           | 2015 | 5                             | 10                            | 8                             | 11                            | 14                            | 29                            | 9                             | 14                            | 24                            | 23                            | - Mỹ: 1,600,000                                | - RIAA: 3× Bạch kim - ARIA: 2× Bạch kim - BPI: Vàng - FIMI: Bạch kim - GLF: 2× Bạch kim - IFPI DEN: Vàng - IFPI SWE: Vàng - MC: 2× Bạch kim - RMNZ: Vàng                                     | Revival                            |
| "Same Old Love"                                                                   | 2015 | 5                             | 33                            | 4                             | 23                            | 106                           | 58                            | 37                            | —                             | 42                            | 81                            | - Mỹ: 1,400,000 - Canada: 51,000               | - RIAA: 3× Bạch kim - BPI: Bạc - BCMI: Vàng - FIMI: Bạch kim - GLF: Bạch kim - IFPI DEN: Vàng - IFPI SWE: Vàng - MC: 2× Bạch kim - RMNZ: Vàng                                                | Revival                            |
| "Hands to Myself"                                                                 | 2016 | 7                             | 13                            | 5                             | 22                            | 24                            | 38                            | 18                            | 5                             | 20                            | 14                            | - Mỹ: 1,100,000                                | - RIAA: 2× Bạch kim - ARIA: 2× Bạch kim - BPI: Bạch kim - FIMI: Bạch kim - GLF: 2× Bạch kim - IFPI DEN: Vàng - IFPI NOR: Bạch kim - IFPI SWE: 2× Bạch kim - MC: Bạch kim - RMNZ: Bạch kim    | Revival                            |
| "Kill Em with Kindness"                                                           | 2016 | 39                            | 33                            | 14                            | 30                            | 24                            | 37                            | 33                            | 28                            | 34                            | 35                            | - Mỹ: 103,431                                  | - RIAA: Bạch kim - ARIA: Bạch kim - BPI: Bạc - BVMI: Vàng - FIMI: 2× Bạch kim - GLF: Bạch kim - IFPI DEN: Vàng - IFPI NOR: Vàng - IFPI SWE: Bạch kim                                         | Revival                            |
| "It Ain't Me" (với Kygo)                                                          | 2017 | 10                            | 4                             | 2                             | 2                             | 2                             | 8                             | 1                             | 3                             | 2                             | 7                             | - Mỹ: 849,091 - Canada: 165,957 - Đức: 109,259 | - RIAA: 3× Bạch kim - Úc: 5× Bạch kim - Anh: Bạch kim - Italia: 3× Bạch kim - Đan Mạch: Vàng - New Zealand: Vàng                                                                             | Stargazing và Rare                 |
| "Bad Liar"                                                                        | 2017 | 20                            | 13                            | 11                            | 38                            | 36                            | 47                            | 28                            | 17                            | 23                            | 21                            | - Mỹ: 346,985                                  | - RIAA: Bạch kim - ARIA: Bạch kim - BPI: Bạc - FIMI: Vàng - IFPI DEN: Vàng - MC: Bạch kim | Rare                               |
| "Fetish" (hợp tác với Gucci Mane)                                                 | 2017 | 27                            | 23                            | 10                            | 22                            | 36                            | 53                            | 29                            | 16                            | 24                            | 33                            | - Mỹ: 172,991                                  | - ARIA: Vàng - MC: Bạch kim | Rare                               |
| "Wolves" (với Marshmello)                                                         | 2017 | 20                            | 5                             | 7                             | 8                             | 11                            | 28                            | 5                             | 10                            | 7                             | 9                             | - Mỹ: 295,000                                  | - RIAA: 2× Bạch kim - ARIA: 3× Bạch kim - BPI: Bạch kim - BVMI: Bạch kim - FIMI: Bạch kim - GLF: 2× Bạch kim - IFPI DEN: Bạch kim - IFPI NOR: 2× Bạch kim - MC: 3× Bạch kim - RMNZ: Bạch kim | Rare                               |
| "Back To You"                                                                     | 2018 | 18                            | 4                             | 4                             | 12                            | 19                            | 49                            | 10                            | 8                             | 14                            | 13                            | - Mỹ: 36,000                                   | - RIAA: 2× Bạch kim - ARIA: 2× Bạch kim - BPI: Bạch kim - BVMI: Vàng - FIMI: Vàng - GLF: Bạch kim - IFPI DEN: Bạch kim - IFPI NOR: 2× Bạch kim - RMNZ: Vàng                                  | 13 lý do tại sao: Mùa 2 và Rare    |
| "I Can't Get Enough" (với Benny Blanco, Tainy, J Balvin)                          | 2019 | 66                            | 43                            | 33                            | —                             | 53                            | 53                            | —                             | —                             | 53                            | 42                            |                                                | - RIAA: Vàng - MC: Bạch kim | Đĩa đơn không thuộc album          |
| "Lose You to Love Me"                                                             | 2019 | 1                             | 2                             | 1                             | 8                             | 7                             | 24                            | 2                             | 2                             | 6                             | 3                             | - Mỹ: 104,000                                  | - RIAA: 2× Bạch kim - ARIA: 2× Bạch kim - BPI: Bạch kim - FIMI: Vàng - IFPI DEN: Vàng - IFPI NOR: Bạch kim - MC: 2× Bạch kim - RMNZ: Vàng                                                    | Rare                               |
| "Look At Her Now"                                                                 | 2019 | 27                            | 29                            | 13                            | —                             | 43                            | —                             | 15                            | 23                            | 53                            | 26                            | - Mỹ: 24,000                                   | | Rare                               |
| "Rare"                                                                            | 2020 | 30                            | 22                            | 21                            | 36                            | 42                            | 85                            | 29                            | 28                            | 44                            | 28                            |                                                | - ARIA: Vàng - MC: Vàng | Rare                               |
| "Boyfriend"                                                                       | 2020 | 59                            | 54                            | 66                            | —                             | 86                            | —                             | —                             | —                             | —                             | 55                            |                                                | | Rare                               |
| "Past Life" (Remix) (với Trevor Daniel)                                           | 2020 | 77                            | —                             | 68                            | —                             | —                             | —                             | —                             | —                             | —                             | —                             |                                                | - MC: Vàng | Đĩa đơn không thuộc album          |
| "Ice Cream" (với Blackpink)                                                       | 2020 | 13                            | 16                            | 11                            | —                             | 78                            | —                             | —                             | 18                            | 78                            | 39                            | - Mỹ: 23,000                                   | - MC: Vàng | The Album                          |
| "De Una Vez"                                                                      | 2021 | 92                            | —                             | 91                            | —                             | —                             | —                             | —                             | —                             | —                             | —                             | - Mỹ: 5,000                                    | | Revelación                         |
| "Baila Conmigo" (với Rauw Alejandro)                                              | 2021 | 74                            | —                             | 68                            | —                             | 86                            | —                             | —                             | —                             | —                             | —                             | - Mỹ: 3,000                                    | | Revelación                         |
| "Selfish Love" (với DJ Snake)                                                     | 2021 |                               |                               |                               |                               |                               |                               |                               |                               |                               |                               |                                                | | Revelación                         |
| "—" Bài hát không phát hành hoặc không có mặt trên bảng xếp hạng tại quốc gia đó. |      |                               |                               |                               |                               |                               |                               |                               |                               |                               |                               |                                                | |                                    |

### Hát phụ
| Tên bài hát                                                                       | Năm  | Vị trí trên bảng xếp hạng | Vị trí trên bảng xếp hạng | Vị trí trên bảng xếp hạng | Vị trí trên bảng xếp hạng | Vị trí trên bảng xếp hạng | Vị trí trên bảng xếp hạng | Vị trí trên bảng xếp hạng | Vị trí trên bảng xếp hạng | Vị trí trên bảng xếp hạng | Vị trí trên bảng xếp hạng | Doanh số                                   | Chứng nhận | Album                  |
| Tên bài hát                                                                       | Năm  | Mỹ                        | Úc                        | Bỉ (FL)                   | Canada                    | Đan Mạch                  | Ý                         | New Zealand               | Thụy Điển                 | Thụy Sĩ                   | Anh                       | Doanh số                                   | Chứng nhận | Album                  |
| --------------------------------------------------------------------------------- | ---- | ------------------------- | ------------------------- | ------------------------- | ------------------------- | ------------------------- | ------------------------- | ------------------------- | ------------------------- | ------------------------- | ------------------------- | ------------------------------------------ | --- | ---------------------- |
| "Whoa Oh! (Remix)" (Forever the Sickest Kids hợp tác với Selena Gomez)            | 2009 | —                         | —                         | —                         | —                         | —                         | —                         | —                         | —                         | —                         | —                         |                                            | | Đĩa đơn không album    |
| "I Want You to Know" (Zedd hợp tác với Selena Gomez)                              | 2015 | 17                        | 22                        | 40                        | 19                        | 25                        | 49                        | —                         | 23                        | 48                        | 14                        | - Mỹ: 582,000                              | - RIAA: Bạch kim - ARIA: Vàng - FIMI: Vàng - IFPI DEN: Vàng - IFPI SWE: Bạch kim                                                                                  | True Colors            |
| We Don't Talk Anymore (Charlie Puth hợp tác với Selena Gomez)                     | 2016 | 9                         | 10                        | 18                        | 11                        | 13                        | 1                         | 8                         | 13                        | 16                        | 14                        | - Mỹ: 823,519 - Pháp: 25,200               | - RIAA: 2× Bạch kim - ARIA: 2× Bạch kim - BEA: Bạch kim - BPI: Bạch kim - FIMI: 4× Bạch kim - IFPI DEN: Bạch kim - IFPI SWI: Vàng - MC: Bạch kim - RMNZ: Bạch kim | Nine Track Mind        |
| "Hands" (với nhiều nghệ sĩ khác)                                                  | 2016 | —                         | —                         | —                         | —                         | —                         | —                         | —                         | —                         | —                         | —                         |                                            | | Đĩa đơn không album    |
| "Trust Nobody" (Cashmere Cat hợp tác với Selena Gomez và Tory Lanez)              | 2016 | —                         | 46                        | —                         | 61                        | —                         | 92                        | —                         | —                         | —                         | 92                        |                                            | - RIAA: Vàng | 9                      |
| "Taki Taki" (DJ Snake hợp tác với Selena Gomez, Ozuna và Cardi B)                 | 2018 | 11                        | 24                        | 15                        | 7                         | 8                         | 8                         | 2                         | 12                        | 10                        | 15                        | - Mỹ: 111,000 - Pháp: 24,000 - Đức: 59,024 | - RIAA: 4× Bạch kim - ARIA: Bạch kim - BPI: Vàng - BVMI: Vàng - FIMI: 2× Bạch kim - IFPI DEN: Bạch kim - MC: 3× Bạch kim - RMNZ: Vàng - SNEP: Kim cương           | Carte Blanche          |
| "Anxiety" (Julia Michaels hợp tác với Selena Gomez)                               | 2019 | —                         | 67                        | —                         | 69                        | —                         | —                         | —                         | —                         | —                         | —                         |                                            | - MC: Vàng | Inner Monologue Part 1 |
| "—" Bài hát không có mặt trên bảng xếp hạng hoặc không phát hành tại quốc gia đó. |      |                           |                           |                           |                           |                           |                           |                           |                           |                           |                           |                                            | |                        |

### Đĩa đơn quảng bá
| Tên bài hát                                                                       | Năm  | Vị trí cao nhất trên các bảng xếp hạng | Vị trí cao nhất trên các bảng xếp hạng | Vị trí cao nhất trên các bảng xếp hạng | Vị trí cao nhất trên các bảng xếp hạng | Vị trí cao nhất trên các bảng xếp hạng | Vị trí cao nhất trên các bảng xếp hạng | Vị trí cao nhất trên các bảng xếp hạng | Vị trí cao nhất trên các bảng xếp hạng | Vị trí cao nhất trên các bảng xếp hạng | Vị trí cao nhất trên các bảng xếp hạng | Chứng nhận   | Album                      |
| Tên bài hát                                                                       | Năm  | Mỹ                                     | Úc                                     | Canada                                 | Pháp                                   | Đức                                    | Na Uy                                  | Ba Lan                                 | Thụy Điển                              | Thụy Sĩ                                | Anh                                    | Chứng nhận   | Album                      |
| --------------------------------------------------------------------------------- | ---- | -------------------------------------- | -------------------------------------- | -------------------------------------- | -------------------------------------- | -------------------------------------- | -------------------------------------- | -------------------------------------- | -------------------------------------- | -------------------------------------- | -------------------------------------- | ------------ | -------------------------- |
| "Shake It Up"                                                                     | 2010 | —                                      | —                                      | —                                      | —                                      | —                                      | —                                      | —                                      | —                                      | —                                      | —                                      |              | Shake It Up: Break It Down |
| "Me & the Rhythm"                                                                 | 2015 | —                                      | —                                      | 57                                     | 143                                    | —                                      | —                                      | —                                      | —                                      | —                                      | —                                      |              | Revival                    |
| "Feel Me"                                                                         | 2020 | 98                                     | 58                                     | 56                                     | 175                                    | 63                                     | 32                                     | 1                                      | 71                                     | 39                                     | 89                                     | - ZPAV: Vàng | Rare                       |
| "—" Bài hát không có mặt trên bảng xếp hạng hoặc không phát hành tại quốc gia đó. |      |                                        |                                        |                                        |                                        |                                        |                                        |                                        |                                        |                                        |                                        |              |                            |

## Bài hát khác có xếp hạng
| "New Classic" (with Drew Seeley)                                                  | 2009 | —  | —  | —   | Another Cinderella Story |
| "One and the Same" (with Demi Lovato)                                             | 2009 | 82 | —  | —   | Disney Channel Playlist  |
| "Birthday"                                                                        | 2013 | —  | —  | —   | Stars Dance              |
| "Stars Dance"                                                                     | 2013 | —  | —  | 102 | Stars Dance              |
| "Sober"                                                                           | 2015 | —  | —  | —   | Revival                  |
| "Me & My Girls"                                                                   | 2015 | —  | 77 | —   | Revival                  |
| "—" Bài hát không có mặt trên bảng xếp hạng hoặc không phát hành tại quốc gia đó. |      |    |    |     |                          |

## Bài hát khác không xếp hạng
| Tên bài hát                       | Năm  | Nghệ sĩ khác | Album                    |
| --------------------------------- | ---- | ------------ | ------------------------ |
| "Fly to Your Heart"               | 2008 | không có     | Tinker Bell              |
| "Cruella de Vil"                  | 2008 | không có     | Disneymania 6            |
| "Bang a Drum"                     | 2008 | không có     | Another Cinderella Story |
| "Disappear"                       | 2009 | không có     | Wizards of Waverly Place |
| "Magical"                         | 2009 | không có     | Wizards of Waverly Place |
| "Everything Is Not What It Seems" | 2009 | không có     | Wizards of Waverly Place |
| "Trust in Me"                     | 2010 | không có     | Disneymania 7            |
| "Bidi Bidi Bom Bom"               | 2012 | Selena       | Enamorada de Ti          |
| "Already Missing You"             | 2013 | Prince Royce | Soy el Mismo             |
| "Hold On"                         | 2014 | Ben Kweller  | Rudderless               |

## Video âm nhạc

### Hát chính
| Tên                             | Năm  | Đạo diễn         |
| ------------------------------- | ---- | ---------------- |
| "Come & Get It"                 | 2013 | Anthony Mandler  |
| "Slow Down"                     | 2013 | Philip Andelman  |
| "The Heart Wants What It Wants" | 2014 | Dawn Shadforth   |
| "Good for You"                  | 2015 | Sophie Muller    |
| "Same Old Love"                 | 2015 | Michael Haussman |
| "Hands to Myself"               | 2015 | Alek Keshishian  |
| "Kill Em with Kindness"         | 2016 | Emil Nava        |
| "Bad Liar"                      | 2017 | Jesse Peretz     |
| "Fetish"                        | 2017 | Petra Collins    |

### Hợp tác
| Tên                                                  | Năm  | Đạo diễn        |
| ---------------------------------------------------- | ---- | --------------- |
| "Send It On" (among Disney's Friends for Change)     | 2009 | Unknown         |
| "Hold On" (Ben Kweller với Selena Gomez)             | 2014 | William H. Macy |
| "I Want You to Know" (Zedd hợp tác với Selena Gomez) | 2015 | Brent Bonacorso |

### Góp mặt
| Tên                           | Năm  | Nghệ sĩ        | Đạo diễn    |
| ----------------------------- | ---- | -------------- | ----------- |
| "Everybody Knows (Douchebag)" | 2013 | Dustin Tavella | Không rõ    |
| "Bad Blood"                   | 2015 | Taylor Swift   | Joseph Khan |